# Swoboda (Zgierz)
Pour les articles homonymes, voir Swoboda.
Swoboda est une localité polonaise de la gmina et du powiat de Zgierz en voïvodie de Łódź.